# Montanjari
Montanjari
(franc. montagnards brđani)
U vrijeme ,naziv za članove Konventa koji su imali mjesta na najvišim sjedalima u dvorani.Pripadali su radikalnom političkom klubu i bili su neprijatelji žirondinaca,
bogatog dijela građanstva.Montanjari su se najviše odnosili na jakobince i kordeljere,znani
po radikalnosti stavova.Na otvaranju Nacionalne Konvencije u rujnu 1792.godine montanjari su se
sukobljavali s vođama žirondinaca.Glavna razlika između njih je bila što su žirondinci uglavnom
bili teoretičari i mislioci a Montanjari su bili sastavljeni od skupine beskompromisnih članova.
Glavni predstavnici su bili Maximilien Robespierre,Georges Danton,Jean-Paul Marat i dr.
Preuzimanjem vlasti u Konventu,1793. godine,započelo je razdoblje terora (do 27.7.1794.)
Grupa Montanjara se raspustila nakon Robespierrova smaknuća 28.srpnja 1794.